# Ectobius heteropterus
Ectobius heteropterus är en kackerlacksart som beskrevs av Bei-Bienko 1963. Ectobius heteropterus ingår i släktet Ectobius och familjen småkackerlackor.
Artens utbredningsområde är Uzbekistan. Inga underarter finns listade i Catalogue of Life.